# Галиев, Станислав Сергеевич
Станислав Сергеевич Галиев (род. 17 января 1992, Москва) — российский хоккеист, заслуженный мастер спорта России (2022).

## Карьера

### Клубная
Начал свою игровую карьеру в 2008 году, проведя один сезон за клуб USHL «Индиана Айс». Затем он был выбран первым европейским номером на драфте Главной юниорской лиги Квебека командой «Сент-Джон Си Догз».
В 2010 году на драфте НХЛ был выбран в 3-м раунде под общим 86-м номером командой «Вашингтон Кэпиталз».
В сезоне 2010/11 в составе «Си Догз» выиграл Президентский кубок QMJHL и Мемориальный кубок CHL, в следующем сезоне вновь стал обладателем Президентского кубка QMJHL.
В августе 2011 года подписал трёхлетний контракт новичка с «Вашингтон Кэпиталз», с сезона 2012/13 выступая в АХЛ за фарм-клуб «Вашингтон Кэпиталз»  «Херши Беарс», а также за клуб ECHL «Рединг Роялс».  
9 апреля 2015 года дебютировал в НХЛ за «Вашингтон Кэпиталз» в матче против «Бостон Брюинз», который его команда выиграла со счётом 3:0, а Станислав провёл на льду почти 10 минут игрового времени. 11 апреля 2015 года набрал свои первые очки в НХЛ, забив шайбу в ворота «Нью-Йорк Рейнджерс».
1 июля 2015 года «Вашингтон» продлил контракт с форвардом на 2 года. Сумма соглашения составила $ 1,15 млн.
Проведя за «Столичных» лишь 24 матча в сезоне 2015/16, а весь сезон 2016/17 в составе «Херши Беарс», летом 2017 года вернулся в Россию и продолжил игровую карьеру в казанском «Ак Барсе». С клубом был подписан 2-летний контракт. В первый же сезон завоевал с «Ак Барсом» Кубок Гагарина и стал при этом лучшим снайпером плей-офф, забив 10 голов. Также стал лучшим в матчах на вылет по показателю полезности.
В мае 2021 года перешёл в московское «Динамо». В сезоне 2021/22 набрал 42 (25+17) очка в 47 играх регулярного чемпионата и 6 (6+0) очков в 11 играх плей-офф.
В июле 2022 года вернулся в «Ак Барс» в результате обмена на Джордана Уила, подписав с клубом контракт на два сезона. В сезоне 2022/23 в составе «Ак Барса» стал победителем Кубка Восточной конференции и финалистом Кубка Гагарина, в котором команда Галиева уступила в седьмом матче ЦСКА.
В июле 2024 года подписал однолетний контракт с «Авангардом».
24 декабря 2024 года расторг контракт с «Авангардом» по обоюдному соглашению сторон и в тот же день заключил контракт с ЦСКА до окончания сезона 2024/25.

### Карьера в сборной
В составе юниорской сборной России принял участие в Мемориале Ивана Глинки (2009).
В составе молодёжной сборной России — в Молодёжной суперсерии (2010).
В июле 2017 года получил приглашение в олимпийскую сборную России, в составе которой принял участие в предсезонном турнире Sochi Hockey Open 2017.
В составе сборной России дебютировал 26 апреля 2018 года в матче против сборной Финляндии (2:3 б) на шведском этапе Еврохоккейтура, отметившись забитой шайбой.
В составе сборной ОКР стал серебряным призёром хоккейного турнира на зимних Олимпийских играх 2022 года.

## Награды и достижения
- Обладатель Кубка Кларка USHL (2009)
- Сборная лучших новичков USHL (2009)[27]
- Серебряный призёр Мемориала Ивана Глинки (2009)[27]
- Сборная лучших новичков QMJHL (2010)[28]
- Обладатель Президентского кубка QMJHL (2011, 2012)
- Обладатель Мемориального кубка CHL (2011)
- Обладатель Кубка Келли ECHL (2013)
- Обладатель Кубка Гагарина (2018)
- Серебряный призёр Олимпийских игр (2022)

## Статистика
| Легенда | Легенда                    | Легенда | Легенда                   | Легенда | Легенда    |
| ------- | -------------------------- | ------- | ------------------------- | ------- | ---------- |
| И       | Количество проведённых игр | Штр     | Штрафное время            | +/−     | Плюс-минус |
| Г       | Голы                       | П       | Голевые передачи          | О       | Очки       |
| -       | Статистика неизвестна      | —       | Статистика не учитывалась |         |            |

## Награды
- Медаль ордена «За заслуги перед Отечеством» I степени (25 февраля 2022 года) — за высокие спортивные достижения, волю к победе, стойкость и целеустремлённость, проявленные на XXIIV Олимпийских зимних играх 2022 года в городе Пекине (Китайская Народная Республика)[29];